# 徐州山西会馆
徐州山西会馆，位于江苏省徐州市云龙区，是中华人民共和国江苏省文物保护单位之一。
2006年6月5日，授予江苏省文物保护单位，是一座古建筑。